# Coralie Simmons
Coralie Denise Simmons (Hemet, 1 de março de 1977) é uma jogadora de polo aquático estadunidense, medalhista olímpica.

## Carreira
Coralie Simmons fez parte do elenco medalha de prata em Sydney 2000